# أولاد ميرة (حسين الغابة)
أولاد ميرة هو دُوَّار يقع بجماعة نكا، إقليم آسفي، جهة مراكش آسفي في المملكة المغربية. ينتمي الدوّار لمشيخة حسين الغابة التي تضم 8 دواوير. يقدر عدد سكانه بـ 512 نسمة حسب الإحصاء الرسمي للسكان والسكنى لسنة 2004.

## روابط خارجية
- البوابة الوطنية للجماعات الترابية
- المندوبية السامية للتخطيط